# Polskojęzyczne czasopisma naukowe na otwartych licencjach
Lista polskojęzycznych czasopism naukowych na otwartych licencjach przedstawia w postaci tabelarycznej wykaz polskojęzycznych, recenzowanych czasopism naukowych, których publikacje są objęte licencją otwartą (libre) – są nie tylko dostępne nieodpłatnie, ale wolno je swobodnie wykorzystywać (także komercyjnie).
W nieznanej liczbie przypadków czasopismo mogło przyjąć otwartą licencję w trakcie istnienia, i objęte mogą być nią tylko artykuły opublikowane po tej zmianie. Kategoryzacja nauk według klasyfikacji dziedzin i dyscyplin naukowych w Polsce z 2018.
Główne źródło: Directory of Open Access Journals; dodatkowo, strony WWW nieuwzględnionych w nim czasopism. Ze względu na niekompletność katalogu, tabela nie jest wyczerpująca.
| Tytuł i wydawca naukowy | Główne obszary i dziedziny nauk | Licencja                     |
| --- | --- | ---------------------------- |
| „Acta Baltico-Slavica” Instytut Slawistyki PAN                                                                                    | nauki społeczne językoznawstwo, historia, antropologia, kulturoznawstwo | CC BY 3.0 PL od 2014 (t. 38) |
| „Acta Humana” Wydawnictwo UMCS | nauki humanistyczne literaturoznawstwo, językoznawstwo, historia, kulturoznawstwo | CC BY SA 3.0 PL              |
| „Acta Universitatis Lodziensis. Folia Oeconomica” Wydawnictwo Uniwersytetu Łódzkiego                                              | nauki społeczne ekonomia i finanse, nauki o zarządzaniu i jakości, gospodarka przestrzenna                                                                                             | CC BY                        |
| „Adeptus” Instytut Slawistyki PAN                                                                                                 | nauki humanistyczne kulturoznawstwo, religioznawstwo, lingwistyka, inne nauki humanistyczne i społeczne                                                                                | CC BY 3.0 PL od 2014 (nr. 3) |
| „Annales Universitatis Mariae Curie-Sklodowska, sectio AA – Chemia” Wydawnictwo UMCS                                              | nauki przyrodnicze chemia | CC BY 4.0                    |
| „Annales Universitatis Mariae Curie-Sklodowska, sectio AAA – Physica” Wydawnictwo UMCS                                            | nauki przyrodnicze fizyka | CC BY 4.0                    |
| „Annales Universitatis Mariae Curie-Sklodowska, sectio B – Geographia, Geologia, Mineralogia et Petrographia” Wydawnictwo UMCS    | nauki przyrodnicze nauki o Ziemi, geologia, geografia, gospodarka przestrzenna, geoinformatyka, turystyka                                                                              | CC BY SA 3.0 PL              |
| „Annales Universitatis Mariae Curie-Skłodowska, sectio F – Historia” Wydawnictwo UMCS                                             | nauki humanistyczne historia (polityczna, społeczna, gospodarcza, kultury, dyplomacji, wojskowości, religii, edukacji, historiografii, gender), metodologia historii, pamięć wspólnoty | CC BY SA 3.0 PL              |
| „Annales Universitatis Mariae Curie-Skłodowska, sectio FF – Philologiae” Wydawnictwo UMCS                                         | nauki humanistyczne literaturoznawstwo, językoznawstwo, nauki o kulturze | CC BY SA 3.0 PL              |
| „Annales Universitatis Mariae Curie-Skłodowska, sectio G (Ius)” Wydawnictwo UMCS                                                  | nauki społeczne nauki prawne | CC BY SA 3.0 PL              |
| „Annales Universitatis Mariae Curie-Skłodowska, sectio H – Oeconomia” Wydawnictwo UMCS                                            | nauki społeczne ekonomia, finanse, zarządzanie | CC BY 3.0                    |
| „Annales Universitatis Mariae Curie-Sklodowska, sectio I – Philosophia-Sociologia” Wydawnictwo UMCS                               | nauki humanistyczne filozofia, socjologia | CC BY 3.0                    |
| „Annales Universitatis Mariae Curie-Skłodowska, sectio J – Paedagogia-Psychologia” Wydawnictwo UMCS                               | nauki społeczne pedagogika, psychologia | CC BY SA 3.0 PL              |
| „Annales Universitatis Mariae Curie-Skłodowska, sectio K – Politologia” Wydawnictwo UMCS                                          | nauki społeczne politologia, stosunki międzynarodowe, teoria mediów i komunikowania, bezpieczeństwo                                                                                    | CC BY SA 3.0 PL              |
| „Annales Universitatis Mariae Curie-Sklodowska, sectio L – Artes” Wydawnictwo UMCS                                                | nauki humanistyczne nauki o sztuce | CC BY 3.0                    |
| „Annales Universitatis Mariae Curie-Sklodowska, sectio N – Educatio Nova” Wydawnictwo UMCS                                        | nauki społeczne pedagogika | CC BY 3.0                    |
| „Annales Universitatis Paedagogicae Cracoviensis. Studia de Cultura” Uniwersytet Komisji Edukacji Narodowej w Krakowie            | nauki społeczne medioznawstwo, kulturoznawstwo | CC BY 4.0                    |
| „Annales Universitatis Paedagogicae Cracoviensis. Studia Poetica” Uniwersytet Komisji Edukacji Narodowej w Krakowie               | nauki humanistyczne językoznawstwo, literaturoznawstwo, kulturoznawstwo, antropologia, medioznawstwo, socjologia, psychologia                                                          | CC BY 3.0                    |
| „Archiwum Gospodarki Odpadami i Ochrony Środowiska” Politechnika Śląska, Katedra Technologii i Urządzeń Zagospodarowania Odpadów  | nauki przyrodnicze ochrona środowiska, gospodarka odpadami | CC BY 3.0 PL                 |
| „Artes Humanae” Wydawnictwo UMCS                                                                                                  | nauki humanistyczne nauki o sztuce, językoznawstwo, literaturoznawstwo, historia, kulturoznawstwo, dziennikarstwo, filozofia, socjologia, antropologia, etnologia                      | CC BY 3.0                    |
| „Biblioteka i Edukacja” Biblioteka Główna Uniwersytetu Komisji Edukacji Narodowej w Krakowie                                      | nauki humanistyczne informacja naukowa, bibliotekoznawstwo | CC BY 4.0                    |
| „Bibliotheca Nostra. Śląski Kwartalnik Naukowy” Akademia Wychowania Fizycznego im. Jerzego Kukuczki w Katowicach                  | nauki humanistyczne informacja naukowa, bibliotekoznawstwo | CC BY SA 3.0 PL              |
| „Catallaxy” Instytut Badań Gospodarczych                                                                                          | nauki społeczne ekonomia i finanse | CC BY 4.0                    |
| „Colloquia Humanistica” Instytut Slawistyki PAN                                                                                   | nauki humanistyczne slawistyka, bałkanistyka, kulturoznawstwo, inne nauki humanistyczne                                                                                                | CC BY 3.0 PL                 |
| „Comparative Legilinguistics” Uniwersytet im. Adama Mickiewicza w Poznaniu, Pracownia Legilingwistyki                             | nauki humanistyczne językoznawstwo, juryslingwistyka | CC BY 4.0                    |
| „Conversatoria Linguistica” Uniwersytet w Siedlcach                                                                               | nauki humanistyczne językoznawstwo | CC BY 3.0 PL                 |
| „Czasopismo Naukowe Instytutu Studiów Kobiecych” Wydawnictwo HUMANICA Instytutu Studiów Kobiecych                                 | nauki społeczne socjologia, politologia, nauki o prawie, historia, kulturoznawstwo, literaturoznawstwo                                                                                 | CC BY SA 3.0 PL              |
| „Edukacja” Instytut Badań Edukacyjnych                                                                                            | nauki społeczne pedagogika, socjologia, psychologia, ekonomia, prawo | CC BY 3.0                    |
| „Etnolingwistyka. Problemy Języka i Kultury” Wydawnictwo UMCS                                                                     | nauki humanistyczne etnolingwistyka | CC BY SA 3.0 PL              |
| „Filozofia” Uniwersytet Humanistyczno-Przyrodniczy im. Jana Długosza w Częstochowie                                               | nauki humanistyczne filozofia | CC BY 3.0 PL                 |
| „Folia Bibliologica” Wydawnictwo UMCS                                                                                             | nauki humanistyczne bibliotekoznawstwo, prasoznawstwo, informacja naukowa | CC BY 3.0                    |
| „Inżynieria Ekologiczna” Lubelski Oddział Polskiego Towarzystwo Inżynierii Ekologicznej                                           | nauki przyrodnicze ochrona środowiska | CC BY 4.0                    |
| „Irydion. Literatura – Teatr – Kultura” Uniwersytet Humanistyczno-Przyrodniczy im. Jana Długosza w Częstochowie                   | nauki humanistyczne literaturoznawstwo, historia literatury, kulturoznawstwo | CC BY 3.0 PL                 |
| „Konińskie Studia Społeczno-Ekonomiczne” Wydział Społeczno-Ekonomiczny PWSZ w Koninie                                             | nauki społeczne ekonomia, socjologia, psychologia, pedagogika, filozofia, historia, etnologia                                                                                          | CC BY 4.0 od 2016            |
| „Kultura i Wartości” Wydawnictwo UMCS                                                                                             | nauki humanistyczne filozofia, etyka, socjologia, historia, politologia, psychologia                                                                                                   | CC BY 3.0                    |
| „Kultura i Wychowanie” Akademia Humanistyczno-Ekonomiczna w Łodzi                                                                 | nauki społeczne pedagogika | CC BY SA 4.0                 |
| „Kultura Bezpieczeństwa” Naukowo-Wydawniczy Instytut Badań Bezpieczeństwa i Obronnońci WSBPI „Apeiron” w Krakowie                 | nauki społeczne bezpieczeństwo | CC BY 4.0                    |
| „Kwartalnik Pedagogiczny” Wydawnictwa Uniwersytetu Warszawskiego                                                                  | nauki społeczne pedagogika | CC BY 3.0 PL                 |
| „Lubelski Rocznik Pedagogiczny” Wydawnictwo UMCS                                                                                  | nauki społeczne pedagogika, praca socjalna, animacja kulturowa | CC BY SA 3.0 PL              |
| „Medycyna Środowiskowa” Instytut Medycyny Pracy i Zdrowia Środowiskowego                                                          | nauki medyczne epidemiologia, zdrowie środowiskowe | CC BY 3.0 PL                 |
| „Podkarpackie Studia Biblioteczne” Biblioteka Uniwersytetu Rzeszowskiego                                                          | nauki humanistyczne bibliotekoznawstwo, informacja naukowa, komunikacja naukowa | CC BY 3.0 PL                 |
| „Prima Educatione” Wydawnictwo UMCS                                                                                               | nauki społeczne pedagogika |                              |
| „Przedsiębiorczość i Zarządzanie” Społeczna Akademia Nauk w Łodzi                                                                 | nauki społeczne zarządzanie | CC BY SA 3.0 PL              |
| „Progress in Economic Sciences” Wydawnictwo Państwowej Wyższej Szkoły Zawodowej im. Stanisława Staszica w Pile                    | nauki społeczne ekonomia | CC BY                        |
| „Przegląd Rusycystyczny” Polskie Towarzystwo Rusycystyczne                                                                        | nauki humanistyczne rusycystyka, rosjoznawstwo, językoznawstwo, literaturoznawstwo, metodyka nauczania j. rosyjskiego                                                                  | CC BY                        |
| „Res Historica” Wydawnictwo UMCS                                                                                                  | nauki humanistyczne historia | CC BY SA 3.0 PL              |
| „Res Rhetorica” Polskie Towarzystwo Retoryczne                                                                                    | nauki humanistyczne retoryka, językoznawstwo, literaturoznawstwo, socjologia, historia, historia sztuki                                                                                | CC BY 4.0                    |
| „Resocjalizacja Polska” Pedagogium Wyższa Szkoła Nauk Społecznych w Warszawie                                                     | nauki społeczne resocjalizacja, pedagogika | CC BY 4.0                    |
| „Rocznik Bezpieczeństwa Międzynarodowego” Wydawnictwo Naukowe Dolnośląskiej Szkoły Wyższej                                        | nauki społeczne bezpieczeństwo | CC BY SA 3.0 PL              |
| „Rocznik Filozoficzny Ignatianum” Akademia Ignatianum                                                                             | nauki humanistyczne filozofia | CC BY                        |
| „Roczniki Inżynierii Budowlanej” Komisja Inzynierii Budowlanej Oddział Katowice PAN                                               | nauki inżynieryjno-techniczne inżynieria budowlana | CC BY 3.0 PL                 |
| „Zeszyty Naukowe Politechniki Śląskiej. Seria: Organizacja i Zarządzanie” Wydział Organizacji i Zarządzania Politechniki Śląskiej | nauki społeczne zarządzanie, ekonomia, biznes | CC BY 4.0                    |
| „Slavia Meridionalis” Instytut Slawistyki PAN                                                                                     | nauki humanistyczne literaturoznawstwo, kulturoznawstwo, historia, etnologia, językoznawstwo, socjologia, antropologia                                                                 | CC BY 3.0 PL                 |
| „Sprawy Narodowościowe. Seria nowa” Instytut Slawistyki PAN                                                                       | nauki społeczne historia, socjologia, kulturoznawstwo, językoznawstwo | CC BY 3.0 PL                 |
| „Studenckie Zeszyty Naukowe” Wydawnictwo UMCS                                                                                     | nauki społeczne nauki prawne | CC BY 3.0                    |
| „Studia Białorutenistyczne” Wydawnictwo UMCS                                                                                      | nauki humanistyczne białorutenistyka, literaturoznawstwo, językoznawstwo, historia, socjologia, politologia, językoznawstwo                                                            | CC BY 3.0                    |
| „Studia Humanistyczne AGH” Wydawnictwo AGH                                                                                        | nauki społeczne socjologia, filozofia, religioznawstwo, kulturoznawstwo, antropologia, pedagogika, psychologia, politologia, literaturoznawstwo, językoznawstwo, historia              | CC BY 3.0                    |
| „Studia Iuridica” Wydawnictwa Uniwersytetu Warszawskiego                                                                          | nauki społeczne nauki prawne, filozofia prawa | CC BY 3.0 PL                 |
| „Studia Iuridica Lublinensia” Wydawnictwo UMCS                                                                                    | nauki społeczne nauki prawne, filozofia prawa | CC BY 4.0                    |
| „Studia Prawnicze KUL” Wydział Prawa, Prawa Kanonicznego i Administracji KUL Jana Pawła II                                        | nauki społeczne prawo, prawo kanoniczne, administracja | CC BY od nr 3/2017           |
| „Studia Litteraria et Historica” Instytut Slawistyki PAN                                                                          | nauki humanistyczne etnografia, socjologia, literaturoznawstwo, filozofia, historia | CC BY 3.0 PL                 |
| „Studia z Filologii Polskiej i Słowiańskiej” Instytut Slawistyki PAN                                                              | nauki humanistyczne językoznawstwo słowiańskie, językoznawstwo polskie | CC BY 3.0 PL                 |
| „Studia Socjologiczne” Wydział Filozofii i Socjologii Uniwersytetu Warszawskiego                                                  | nauki społeczne socjologia | CC BY SA 4.0                 |
| „Sztuka i Dokumentacja” Akademia Sztuk Pięknych w Gdańsku                                                                         | nauki humanistyczne nauki o sztuce | CC BY 4.0                    |
| „TEKA of Political Science and International Relations” Wydawnictwo UMCS                                                          | nauki społeczne nauki o polityce i administracji, politologia, stosunki międzynarodowe                                                                                                 | CC BY SA 3.0 PL              |
| „Wschód Europy. Studia humanistyczno-społeczne Wydawnictwo UMCS                                                                   | nauki humanistyczne historia, politologia, socjologia, bezpieczeństwo, religioznawstwo, kulturoznawstwo                                                                                | CC BY SA 3.0 PL              |
| „Współczesna Gospodarka” Uniwersytet Gdański, Instytut Transportu i Handlu Morskiego w Sopocie                                    | nauki społeczne ekonomia | CC BY 4.0                    |
| „Zeszyty Cyrylo-Metodiańskie” Wydawnictwo UMCS                                                                                    | nauki humanistyczne językoznawstwo, literaturoznawstwo, kulturoznawstwo słowiańskie oraz bałkańskie                                                                                    | CC BY SA 3.0 PL              |